# Resolutie 2234 Veiligheidsraad Verenigde Naties
Resolutie 2234 van de Veiligheidsraad van de Verenigde Naties is een resolutie van de VN-Veiligheidsraad die op 29 juli 2015 unaniem werd aangenomen en die de in 1964 opgerichte VN-vredesmacht in Cyprus opnieuw met een half jaar verlengde.

## Achtergrond
Nadat in 1964 geweld was uitgebroken tussen de Griekse en Turkse bevolkingsgroep op Cyprus stationeerden de VN de UNFICYP-vredesmacht op het eiland. Die macht wordt sindsdien om het half jaar verlengd. In 1974 bezette Turkije het noorden van Cyprus na een Griekse poging tot staatsgreep. In 1983 werd dat noordelijke deel met Turkse steun van Cyprus afgescheurd. Midden 1990 begon het toetredingsproces van (Grieks-)Cyprus tot de Europese Unie maar de EU erkent de Turkse Republiek Noord-Cyprus niet. In 2008 werd overeengekomen een federale overheid met één internationale identiteit op te richten, naast twee gelijkwaardige deelstaten.

## Inhoud
De onderhandelingen tussen de Grieks- en de Turks-Cyprioten om tot een compromis te komen verliepen in een positieve sfeer, maar de situatie op het eiland bleef in feite onveranderd. Derhalve werd het mandaat van de vredesmacht verlengd tot 31 januari 2016.
Opnieuw werd gevraagd om maatregelen uit te voeren die het vertrouwen tussen beide gemeenschappen moesten opkrikken. Verder bleven de partijen de toegang tot mijnenvelden in de bufferzone blokkeren. De Turks-Cypriotische zijde werd ook opnieuw gevraagd de situatie in het dorpje Strovilia van voor 2000 te herstellen.

## Verwante resoluties
- Resolutie 2168 Veiligheidsraad Verenigde Naties (2014)
- Resolutie 2197 Veiligheidsraad Verenigde Naties
- Resolutie 2263 Veiligheidsraad Verenigde Naties (2016)

Lijst ·  2196 ·  2197 ·  2198 ·  2199 ·  2200 ·  2201 ·  2202 ·  2203 ·  2204 ·  2205 ·  2206 ·  2207 ·  2208 ·  2209 ·  2210 ·  2211 ·  2212 ·  2213 ·  2214 ·  2215 ·  2216 ·  2217 ·  2218 ·  2219 ·  2220 ·  2221 ·  2222 ·  2223 ·  2224 ·  2225 ·  2226 ·  2227 ·  2228 ·  2229 ·  2230 ·  2231 ·  2232 ·  2233 ·  2234 ·  2235 ·  2236 ·  2237 ·  2238 ·  2239 ·  2240 ·  2241 ·  2242 ·  2243 ·  2244 ·  2245 ·  2246 ·  2247 ·  2248 ·  2249 ·  2250 ·  2251 ·  2252 ·  2253 ·  2254 ·  2255 ·  2256 ·  2257 ·  2258 ·  2259